# 구미 3세 여아 살인사건
구미 3세 여아 살인사건(龜尾三歲女兒殺人事件)은 2021년 2월 대한민국 경상북도 구미시에서 발생한 아동 학대 살인 사건이다.

## 사건
40대 여성 석모씨가 남편이 아닌 남자의 아이를 임신한 뒤 비슷한 시기에 임신한 20대 여성인 딸 김모가 낳은 자식과 아이가 누군가에 의해 바뀌는 바람에 이 아이가 사위 홍모씨와 딸 김모의 아이로 '홍보람'이라는 이름으로 길러지게 되었다. '엄마'(실제로는 이부 언니) 김모씨가 이혼 후 '딸'(실제로는 이부 동생)과 함께 살다가 이사가면서 원래 집에 아이를 방치하고 떠나 홍보람이 사망했다.
검찰은 석씨가 아이를 바꾼 것으로 보고 약취죄로 기소하였으나, 석씨가 무단으로 바꿨다는 증거가 불충분해 무죄가 나오고, 김모씨는 실제 딸로 길러오던 이부 동생을 방치해 사망하게 한 것에 대해 살인죄의 처벌을 받았다.
사망한 피해자의 친부와, 바꿔치기 당한 아동(김씨의 친딸)의 소재는 파악되지 않고 있다.